# Isla Njubou
La isla Njubou (en inglés: Njubou Island) es una isla fluvial en el río Gambia en el país africano de Gambia. 
La isla está deshabitada y tiene aproximadamente nueve kilómetros cuadrados, estando situada en el río al norte de la isla Pappa. Tiene aproximadamente siete kilómetros de largo y 2.000 metros de ancho.  Está dominada por un bosque de manglares.